# Agne Hansson
Eskil Agne Arnold Hansson, född 7 augusti 1938 i Lönneberga församling i Kalmar län, är en svensk politiker (centerpartist) och lärare.
Han var riksdagsledamot 1982–2006, invald i Sveriges riksdag för Kalmar läns valkrets. Hansson var ordförande i bostadsutskottet 1987–1994 och i lagutskottet 1994–1998 samt ledamot i trafikutskottet 1985–1987, utrikesutskottet 2002–2006, krigsdelegationen och i Nordiska rådets svenska delegation. Hansson var även centerpartiets gruppledare i riksdagen 1998–2004 och partiets utrikespolitiska talesperson 2002–2006. Han har också arbetat som ämneslärare och varit nationell vindkraftssamordnare.
Han har tidigare varit ledamot av Kalmar läns landstingsfullmäktige under åren 1971 till 1982. Han var ordförande i personalnämnden 1976–1979 och ordförande i Regionstyrelsen mellan 1979 och 1982.
Den 6 juni 2005 förlänades han Konungens medalj i 8:e storleken i Serafimerordens band.

## Bakgrund
Agne Hansson är född och uppvuxen i byn Haddarp, Lönneberga i Hultsfreds kommun och bor nu sedan 1974 i Gamleby, Västerviks kommun. Efter 7-årig folkskola började han arbeta på sågverk i Lönneberga och pappersbruk i Silverdalen. Han kom till Mariannelundsskolan 1960 och tog realexamen 1962 samt folkskollärarexamen i Jönköping 1966. Efter ytterligare studier där 1967–1968 i matematik, fysik och kemi kom han som ämneslärare till Överumskolan i Västerviks kommun 1968. Hansson har också arbetat som folkskollärare vid centralskolan i Virserum 1966–1967.
Han är sedan 1966 gift med Ulla (f. Karlsson). De har två barn.
Hansson engagerade sig tidigt i ungdomsåren i Centerpartiets ungdomsförbund. De frågor som han ansåg viktigast då var villkoren för ungdomen på landsbygden och regional rättvisa och kampen mot centralisering av resurser och beslut. Han avslutade sin tid i CUF som distriktsordförande i N Kalmar distrikt och ledamot av Förbundsstyrelsen.
Hans politiska engagemang fortsatte sedan i Centerpartiet som ledamot av distriktsstyrelsen i Norra Kalmar centerdistrikt i 30 år varav 19 år som distriktsordförande. Som gruppledare för Centerpartiets riksdagsgrupp var han adjungerad i partistyrelsen och verkställande utskottet.

## Uppdrag
Vid valet 1970 valdes Agne Hansson in i Kalmar läns landsting för centerpartiet. Han tillhörde personalnämnden mellan åren 1970–1979; ordförande 1976–1970 och landstingsstyrelsen 1976–1982; ordförande 1979–1982 där han också var gruppledare för Centerpartiets landstingsgrupp 1976–1982. Hansson har även tillhört länsstyrelsens styrelse 1976–1982. Han var ledamot yrkesinspektionsnämnden 1976–1979 och landstingsförbundets utbildningsberedning 1976–1979 och det nybildade Sveriges Turistråd 1976–1985; v. ordf. 1982–1985. Han var ordförande i intagningsnämnden för landets sjuksköterskeutbildning 1980–1982.

## Riksdagen
Hansson valdes in i riksdagen 1982 och var kvar där till 2006. Hanssons är en av riksdagens flitigaste motionärer genom tiderna. Närmare 1 200 motioner kom från hans penna under de 24 riksdagsåren, de flesta med utgångspunkt från Kalmar län och med förslag om regionalpolitiska åtgärder för lika villkor för Kalmar län. Han har varit särskilt pådrivande i internationella miljöfrågor, i det nordiska samarbetet och frågor kring Östersjöns framtid. Mänskliga rättigheter och jämställdhet är andra frågor som har engagerat honom.
Hans främsta avtryck anses vara som bostadsutskottets ordförande under den ekonomiska krisen på 1990-talet då mycket av bostadspolitiken förändrades. Han var upphovsman till det första rotavdraget, ett skatteavdrag för reparation ombyggnad och tillbyggnad av bostäder. Han låg bakom att ett stöd till icke statliga kulturlokaler infördes 1991 och han spelade en viktig roll i samband med riksdagsbeslutet om att utlokalisera Boverket till Karlskrona 1987.
Han är också känd som en överlevare i val. Hansson satt på ett osäkert andramandat för Centerpartiet i Kalmar län tills han kryssade sig förbi förstanamnet i 1998 års riksdagsval. Han tillhör därmed de första 12 riksdagsledamöter som valdes in i riksdagen på personkryss. Han var i flera val tidigare uträknad men kom igen vid den slutliga sammanräkningen. I valet 1994 var marginalen en röst.

## En svensk klassiker
Agne Hansson ägnar sig också åt motionsidrott. Han har genomfört de fyra långa klassikerloppen 20 gånger. Han tillhör Vasaloppets veteranklubb. Sitt 31:a Vasaloppet/Öppet spår genomförde han 2019, då 81 år.